# Чехословаччина на літніх Олімпійських іграх 1928
Чехословаччина взяла участь в Літніх Олімпійських іграх 1928 року в Амстердамі (Нідерланди) втретє. До утворення Чехословаччини (1918) на Іграх виступала команда Богемії.
До складу спортивної делегації увійшло 70 спортсменів: 69 чоловіків і 1 жінка, які брали участь в 51 змаганні з 14 видів спорту. Збірна завоювала дві золотих,  п'ять срібних та дві бронзових медалі.
Більше половини завойованих медалей команді Чехословаччини принесли гімнасти, що завоювали одну золоту, три срібних та одну бронзову медалі.

## Медалісти
Золото
- Франтішек Вентура — Кінний спорт
- Ладислав Ваха — Гімнастика, паралельні бруси.

 Срібло
- Ладислав Ваха, Вацлав Весели, Йозеф Еффенбергер, Ян Гайдош, Ян Кутни, Емануель Леффлер, Ладіслав Тікал, Бедріх Шупчик — Гімнастика, командний залік.
- Ладислав Ваха — Гімнастика, кільця.
- Емануель Леффлер — Гімнастика, опорний стрибок.
- Ян Германек — Бокс, середня вага.
- Їндріх Маудр — Греко-римська боротьба, напівлегка вага.

 Бронза
- Емануель Леффлер — Гімнастика, кільця.
- Ярослав Скобла — Важка атлетика, важка вага.

## Учасники

### Бокс
Спортсменів — 3
- До 72,6 кг. Ян Германек (Місце —  Бронза)
- До 61,2 кг. Томаш Петч (Місце — 17)
- До 66,7 кг. Франтішек Некольни (Місце — 9)

### Легка атлетика
В змаганнях з легкої атлетики від Чехословаччини взяли участь 11 спортсменів (усі чоловіки), які не змогли втрутитися в боротьбу за медалі, залишившись без нагород. Найвище місце 8-ме в бігу на дистанції 1500 м зайняв Адольф Кіттель.

### Спортивна гімнастика
Чоловіки — 8
| Гімнаст           | Командний залік | Абсолютний залік | Снаряд          | Снаряд           | Снаряд      | Снаряд | Снаряд |
| Гімнаст           | Командний залік | Абсолютний залік | Опорний стрибок | Паралельні бруси | Перекладина | Кільця | Кінь   |
| ----------------- | --------------- | ---------------- | --------------- | ---------------- | ----------- | ------ | ------ |
| Вацлав Весели     | Срібло          | 9                | 30              | 25               | 32          | 15     | 47     |
| Ладислав Ваха     | Срібло          | 10               | 18              | Золото           | 12          | Срібло | 45     |
| Ян Гайдош         | Срібло          | 13               | 12              | 4                | 33          | 8      | 10     |
| Йозеф Еффенбергер | Срібло          | 14               | 46              | 15               | 9           | 22     | 10     |
| Бедріх Шупчик     | Срібло          | 20               | 78              | 4                | 14          | 6      | 19     |
| Емануель Леффлер  | Срібло          | 28               | Срібло          | 14               | 16          | Бронза | 17     |
| Ян Кутни          | Срібло          | 31               | 26              | 31               | 31          | 18     | 56     |
| Ладіслав Тікал    | Срібло          | 37               | 32              | 24               | 50          | 41     | 49     |